# Marc van Roosmalen
Marcus Gerardus Maria van Roosmalen (Marc) (né le 24 juillet 1947, Tilburg) est un primatologue d'origine néerlandaise. Van Roosmalen a été élevé au titre d'Officier dans l'ordre de l'Arche d'or par le Prince Bernhard des Pays-Bas, en 1997. Il est devenu célèbre pour avoir été sélectionné comme Heroes of the Planet (« héros de la planète » littéralement en anglais) par le Time Magazine en 2000 du fait d'être très impliqué dans la défense de la forêt amazonienne. En 2001, il reçoit le prix de la fondation Het Kronendak à Wageningen et Amsterdam.
Il vit à Manaus au Brésil où il a obtenu sa naturalisation depuis 1996.
Ses recherches lui ont permis d'identifier plusieurs espèces de singes du Nouveau Monde notamment le Titi du Prince Bernhard, mais également divers autres animaux et plantes.

## Difficultés avec les autorités
En 2002, il s'est vu infliger une amende par l'IBAMA pour transport illégal de singes et d'orchidées de la région amazonienne inexplorée de la Serra do Aracá. La réaction des autorités s'explique par la crainte de voir des ressources biologiques potentielles quitter le pays sans autorisation. En avril 2003, Roosmalen est renvoyé de l'INPA pour exportation sans autorisation d'échantillons génétiques hors des frontières du Brésil.
En 2007, il est arrêté par le gouvernement brésilien pour avoir gardé illégalement des singes orphelins dans un refuge sur la propriété où il vit, en Amazonie, et pour détournement de fonds publics brésiliens. Il est condamné à quinze ans et neuf mois de prison. Des rumeurs dénoncent alors la corruption du gouvernement brésilien par les industries forestières et les agro-industriels du soja en raison de ses prises de positions protectionnistes en faveur de la forêt amazonienne. En 2008, il est libéré pour son procès en appel, après sa deuxième demande, en vertu du principe de l'Habeas corpus. Il a reçu l'appui de nombreux scientifiques du monde entier.

## Quelques espèces décrites
- Titi de Stéphane Nash, Callicebus stephennashi van Roosmalen, van Roosmalen & Mittermeier, 2002
- Titi du Prince Bernhard, Callicebus bernhardi van Roosmalen, van Roosmalen & Mittermeier, 2002